# Mrowik łuskowany
Mrowik łuskowany, mrowiniec łuskowany (Myrmoderus squamosus) – gatunek małego ptaka z rodziny chronkowatych (Thamnophilidae). Zasiedla nadatlantyckie lasy południowo-wschodniej Brazylii.
SystematykaGatunek ten wcześniej umieszczany był w rodzaju Myrmeciza. Blisko spokrewniony z mrowikiem białogardłym (M. loricatus), niektórzy autorzy łączyli je nawet w jeden gatunek. Nie wyróżnia się podgatunków.
MorfologiaDługość ciała wynosi 15 cm, masa ciała 16–20 g. Samiec ma rdzawobrązowy wierzch ciała. Boki głowy, gardło i pierś są czarne (przy czym pierś w białe prążki). Samica ma czarną plamę wokół oka i białe gardło, pokryte muszelkowatymi plamami.
StatusMiędzynarodowa Unia Ochrony Przyrody (IUCN) uznaje mrowika łuskowanego za gatunek najmniejszej troski (LC – least concern) nieprzerwanie od 1988 roku. Liczebność populacji nie została oszacowana, ale ptak ten opisywany jest jako pospolity. Trend liczebności populacji uznawany jest za spadkowy ze względu na utratę siedlisk.